# Їрі К'ялл
Їрі К'ялл (фін. Jyri Kjäll; 13 січня 1969, Сейняйокі, Південна Пог'янмаа) — фінський боксер, призер Олімпійських ігор та чемпіонату світу серед аматорів.

## Спортивна кар'єра
На чемпіонаті Європи 1991 К'ялл програв в першому бою.
На чемпіонаті світу 1991 переміг двох суперників, а у чвертьфіналі програв Канделаріо Дуверхель (Куба).
На Олімпійських іграх 1992 Їрі К'ялл завоював бронзову медаль.
- В 1/16 фіналу переміг Серхіо Рей (Іспанія) — RSCH-1
- В 1/8 фіналу переміг Мікеле Піццирилло (Італія) — 12-5
- У чвертьфіналі переміг Ласло Шеч (Угорщина) — 9-1
- У півфіналі програв Ектору Вінент (Куба) — 3-13

На чемпіонаті світу 1993 переміг Дмитра Лазарєва (Україна), Томаса Дамгаарда (Данія), Леонарда Дорофтей (Румунія) та Олега Саїтова (Росія) і лише у фіналі програв Ектору Вінент (Куба) — 1-9.
1994 року К'ялл переїхав до Флориди, щоб розпочати професіональну кар'єру. Протягом 1994—2002 років провів 24 боя, в яких здобув 23 перемоги, з них 17 нокаутом, але брав участь лише в одному титульному бою, вигравши 20 квітня 2001 року звання інтерконтинентального чемпіона за версією IBF в напівсередній азі.